# Щоденник Олександра Довженка
Щоденник (1941—1956 р.) — збірка формату справжнього щоденника з особистими спогадами і записами Олександра Довженка, записаними в хронологічному порядку та послідовності, часів Другої світової війни. Кожен запис в «Щоденнику» міститься із зазначенням дати.
Олександр Довженко з перших днів війни стає своєрідним літописцем тих героїчно-трагічних подій — фіксує побачене й пережите. «Щоденники майстра! От де істинний Довженко, — скаже через півстоліття Микола Вінграновський. — Тепер можна спокійно про це говорити. Недавно вони видані. Мало хто знав, що під час війни Довженко вів щоденник, якому довіряв найзаповітніші свої думки. Він змушений був вести таке подвійне життя…»
Усю війну Олександр Петрович носив із собою смертоносну міну уповільненої дії — гостро викривальний сталінсько-сусловську систему «Щоденник». «Не дай Боже, щоб хто-небудь доніс про це, — продовжує Вінграновський, — ми вже тоді не мали б Довженка». Криваві кати перетворили б митця в табірний порох.

## «Щоденник»— зразок власних дум і переживань автора
«Щоденник» — символ нескореного духу. Ці окремо зроблені записи вміщають роздуму більше чим за десятиліття й розташовані автором у хронологічному порядку. Але прочитані разом, є різновидом мемуарної літератури з одного боку, з іншого боку — самостійним літературним твором. Всі думки й помисли О. Довженко, висловлені в «Щоденнику», глибокі й сповнені філософського осмислення сучасного й майбутнього Україні, співчуттям до народу у важкі для нього роки.

### Висміювання та засудження системи
О. Довженко гнівно і саркастично засуджує тоталітарну систему, що породжувала кар'єристів і підлабузників, людей підозрілих і недовірливих, жити в такій атмосфері творчій, мислячій людині важко, а те й нестерпно. Ще в перші роки війни письменника турбувало, про що стане писати наша література про цей період, тому що «…Народ треба возвеличити, і заспокоїти, і виховувати в добрі, тому що зла випало на його долю стільки, …що вистачило б на десять колін…» Художник з болем згадує про занедбані пам'ятники старовини, розбазарювання Києво-Печерської лаври, занепад музеїв, знищення всього українського: «Країна виховання безотцовщин! Безотцовщин без роду, без племені. Де ж і ростити дезертирів, як не в нас?» Але письменник вірить у свій народ. Його героїзм і безсмертя — ще одна наскрізна тема «Щоденника». О. Довженко згадує про героїчні, переможні вчинки всіх віків — від дітей до старих дідів. Схвильований письменник і долею народного вчителя, що залежить від волі влади. Тому й не може вона забезпечити державі гарну молодь. Щось у країні не так, якщо немає вчителів, тому що «…прокурорів у нас вистачить на всі, — не вистачить учителів, тому що загинуть в армії».

### Цілісність зв'язку автора та народу
Автор невіддільний від народу. Він страждає разом з ним. Тому дуже мало знаходимо рядків у його «Щоденнику» про особисте, навіть інтимне. Лише кілька рядків про дружину й вірну подругу — Юлію Солнцеву, про свою хворобу й матеріальні потреби. Перед нами людина з державним мисленням, теперішній філософ. О. Довженко постійно змушений жити в Москві, хоча страшно нудьгує за Києвом, рідною землею. О. Довженко з болем затверджує: «Немає добра на Україні». Вони містять у собі всі ознаки цього різновиду мемуарної літератури. Це фрагментарність, повтори, звертання, емоційні вираження. Стиль добутку — сурово-реалістичний, часом романтичний або саркастичний, чи саркастично-іронічний. Щоб зрозуміти О. Довженка, можна не читати його біографію, — варто прочитати «Щоденник».

## Екранізації
- В 1993 році екранізувала Кіностудія імені Олександра Довженка. У фільмі використані фрагменти документальних кінострічок, знятих Довженком під час війни. Жорсткість оцінок українського режисера і письменника того, чому він був свідком. Війна, за Довженком, — багатошарова, багаторівнева, зовнішня та внутрішня. Здавалося б, за останні роки про ту війну стільки вже сказано раніше забороненого і крамольного. Сказано тепер, коли й сказати можна, і за це нічого не буде. А мужність — вона не лише в бою, не лише в окопах. Мати власну думку, вірити своїм очам, називати речі своїми іменами і не мовчати — також мужність. При перегляді фільму складається враження, що режисер фільму переживав разом із автором щоденників, його боліло все написане Довженком…